# Devil May Cry (serie)
Devil May Cry (デビルメイクライシリーズ?) es el nombre de una serie de videojuegos de acción, desarrollados por la compañía Capcom, y de un anime basado en ellos. También es el título del primer juego de la serie. Los primeros tres juegos fueron creados para la videoconsola PlayStation 2, si bien del tercero, Devil May Cry 3, se hizo posteriormente un port para PC.
El éxito de este videojuego ha causado que haya sido adaptado a una serie de anime. La cuarta entrega es multiplataforma (para PC, Xbox 360 y PlayStation 3). En el Tokyo Game Show se anunció un spin off para Xbox 360 y PlayStation 3.
En su última actualización de los datos de ventas, Capcom informó que distribuyó, desde sus inicios, 10 millones de unidades de juegos de la serie.

## Argumento
Con todo su poder reunido, Mundus organizó a las huestes del infierno como un gran ejército y se preparó para su ansiada meta final, la invasión del mundo de los humanos. Pero dentro de sus mismísimas huestes surgió Sparda, "El Legendario Caballero Oscuro", un poderoso demonio, el cual sintió compasión por los frágiles humanos y decidió rebelarse contra Mundus y su ejército. Fue así que se enfrentó a su propia raza liderando una rebelión junto con otros demonios que se le unieron a su causa. Tras varias batallas, la victoria se decantó del lado de Sparda y sus aliados, quienes lograron encerrar a Mundus en una cripta durante dos milenios. No sólo eso, ya que al terminar esta guerra, Sparda huye hacia al mundo de los humanos y se da cuenta de que algunos humanos habían sido poseídos por espíritus demoníacos o malignos y que estos edificaron una torre llamada Temen-ni-gru, que servía como puente entre los dos mundos.
Sparda, al reflexionar, se da cuenta de que esta torre puede ser utilizada para cerrar el portal al mundo de los demonios, y así, utilizando su sangre y la de una doncella pura en lo profundo de la torre, Sparda hace el ritual para cerrar y filtrar las fuerzas del mal del mundo humano. Desafortunadamente, este ritual tuvo consecuencias, ya que los grandes poderes de Sparda así como su apariencia imponente de demonio quedaron encerrados en el mundo demoníaco, para la doncella, la consecuencia fue su muerte.
Dos mil años después Sparda se casó con una mujer humana llamada Eva, con quien tuvo a sus dos hijos: Dante y Vergil, gemelos. Eva regaló dos amuletos a sus dos hijos gemelos, los cuales fueron el resultado del ritual que se hizo para cerrar el portal y los cuales son las llaves para abrir el portal de nuevo.
Dante, aprovechando las habilidades demoníacas que heredó, intentó vivir una vida como cazarrecompensas de fenómenos paranormales, pretendiendo ignorar su pasado demoníaco, mientras que Vergil se empecinó en aumentar sus conocimientos sobre el mundo infernal, su padre y el infinito poder que los demonios pueden llegar a poseer. Esta diferencia entre ambos generó una rivalidad entre hermanos que los llevaba a combatir incluso hasta la muerte. Mientras Dante optaba por la simpleza de un oficio algo arriesgado (desde su condición de semi-demonio) como ser mercenario de lo oculto, Vergil se empecinó en obtener más poder. De Vergil se sabe poco, ya que aparece en el tercer juego de la serie, la precuela del primero de éstos y también hace acto de presencia en su primera entrega, de una manera muy peculiar.
Con la ayuda de un sacerdote del mal llamado Arkham, Vergil pretendía abrir el portal que separa los dos mundos, el humano y el infernal, para así obtener el poder de su padre Sparda. Dante, el protagonista de la serie, se ve envuelto en estos acontecimientos y logró detener a su hermano, sellando una vez más la entrada entre los dos mundos. En el transcurso de esta travesía, Dante logra despertar por completo su sangre demoníaca heredada de su padre obteniendo así poder superior. Finalmente Dante se dedicara a la caza de demonios y demás seres sobrenaturales en su propia agencia, la cual llamó Devil May Cry.
Dante ha protagonizado dos juegos aparte de la protosecuela, el primero en compañía de una joven llamada Trish, la cual posee el rostro de la difunta madre de Dante, y otro acompañado por Lucía, una joven pelirroja de extraños poderes sobrenaturales. En la tercera parte, protosecuela del primer DMC, Dante está acompañado de Lady, una joven cazademonios que tiene una deuda pendiente con su padre. Se destaca esta serie porque el protagonista, Dante, siempre tiene un "acompañante" mujer a su lado en cada entrega.

## Origen de la serie
En 1998, después de la creación de Resident Evil 2, Capcom creó un equipo para un trabajo preliminar en PlayStation 2 sobre la serie Resident Evil bajo la dirección de Hideki Kamiya, con el nombre de "Team Little Devil". Los primeros trabajos de investigación y desarrollo incluyeron un viaje a España para investigar varios castillos que servirían de base para la creación de los ambientes del juego. El protagonista sería un policía europeo llamado Tony Redgrave (Nombre que también es usado en Devil May Cry por Dante en su juventud, como un nombre falso para ocultar su pasado), quien es llamado a investigar un castillo lleno de experimentos biológicos infectados por un virus aún más poderoso que el virus G. Sin embargo, en su estado de prototipo resultó ser un radical alejamiento de la fórmula ya establecida de la serie y del género survival horror en general. En lugar de abandonar el proyecto por completo, la premisa fue cambiada a lo que finalmente sería Devil May Cry.
A pesar de que la serie es substancialmente diferente de su inspiración original, el "estilo" es aún similar, desde los enfoques de cámara, la conformación de los cuartos, los recurrentes jefes y la tendencia a adversarios grotescos, la necesidad de resolver elaborados acertijos para avanzar, hasta la advertencia inicial de "This Game Contains Scenes of Violence and Gore" ("Este juego contiene escenas de violencia y desmembramiento") en la secuencia de apertura y la pantalla de "You Are Dead" ("Estás muerto") cuando Dante es derrotado. Los violentos movimientos finales realizados por algunos monstruos son también vestigios de este "estilo".

### Devil May Cry
Estrenado en el año 2001 para la PlayStation 2. Los eventos del juego son el Segundo en la serie, cronológicamente.
Devil May Cry da comienzo con el enfrentamiento entre Dante y Trish, una misteriosa mujer la cual resulta ser idéntica a la fallecida madre de Dante conocida como "Eva". Conocedora de que Dante es un cazador de demonios, Trish le cuenta que su ataque era una prueba y que el emperador demoníaco Mundus, a quien Dante considera responsable de la muerte de su familia, está planeando su regreso.
Dante se adentra en un castillo y encuentra unas marionetas demoníacas antes de combatir contra un demonio en forma de araña gigante llamado "Phantom". Tras seguir indagando y después de varios enfrentamientos, Dante se ve forzado a luchar contra un demonio llamado "Nelo Angelo", que más tarde resulta ser el hermano gemelo de Dante, Vergil, al cual derrota sin saber que esté era su propio hermano.
Dante derrota a Vergil y los amuletos de ambos se unen para crear el "Force Edge" (traducido como "Filo de fuerza"), espada característica del juego, que perteneció al padre de los gemelos, Se trata de la poderosa espada de Sparda.
Cuando Dante y Trish vuelven a encontrarse, esta lo traiciona y Dante descubre que Trish es en realidad una sirvienta de Mundus. No obstante, cuando la vida de Trish corre peligro, Dante se arriesga para protegerla. Mundus ataca e hiere a Trish, lo que obliga a Dante a enfrentarse a él. Dante, que sale victorioso, deja el amuleto y la espada junto al cuerpo inmóvil de Trish antes de partir. Sin embargo, antes de que pueda huir de la isla, Mundus regresa para la última batalla. En ese momento, Trish aparece y le presta su poder a Dante, que logra derrotar a Mundus.
Dante y Trish escapan en avión mientras la isla se hunde. Tras los créditos, se descubre que Dante y Trish están trabajando juntos y han cambiado el nombre de la tienda por "Devil May Cry" (antes llamada "Devil Never Cry")

### Devil May Cry 2
Estrenado el 25 de enero de 2003 para la PlayStation 2. Los eventos del juego son el cuarto en la serie, cronológicamente.
Devil May Cry 2 comienza con Lucía y Dante que entran por separado a un museo en donde un artículo importante llamado Medaglia se encuentra allí. Después de derrotar a un grupo de demonios en el museo, Lucía invita a Dante que la siga a la isla de Dumary, en donde lo presentan con Matier, su madre. Matier explica que ella luchó una vez junto al padre de Dante, Sparda, para defender la isla contra demonios. Ella pide a Dante que luche contra Arius, hombre de negocios internacional que utiliza energía demoníaca e intenta conquistar el mundo. Dante lanza una moneda en respuesta, y decidirá ayudar si la moneda cae cara. Después de que Dante deje discutiendo a Matier y Lucía sobre el Arcana, los artículos requeridos para Arius para levantar al demonio Argosax. En fin que se puede ver de las bromas de Dante es su moneda de la suerte, ya que sin importar a donde tire Dante, si pide cara, caerá cara. Su moneda es una moneda doble.

### Devil May Cry 3
Estrenado el 17 de febrero de 2005 para la PlayStation 2 y para PC. Los eventos del juego son el Primero en la serie, cronológicamente.
Se muestra la relación existente entre Dante y su hermano Vergil. Dante posee en esta entrega combos que combinan diferentes tipos de armas tales como espadas y armas de fuego, como lo son sus pistolas dobles. Uno de los puntos que más resalta en esta serie es su jugabilidad y la diversidad dentro de la acción que, de alguna manera, rescata la vieja escuela de los beat-em-up, pero llevada al 3D y con mejores gráficos. El estilo de DMC ha sido calificado como acción gótica, ya que se muestran escenarios remitentes a castillos y torres oscuras adornadas con puntiagudas arquitecturas, vitrales de iglesias antiguas y oscura ornamentación.
Devil May Cry 3 inicia con Dante en su tienda y como un hombre misterioso llamado Arkham aparece ofreciendo una invitación de su hermano Vergil, en la forma de un ataque brutal del demonio. Después de que Dante derrota a monstruos dentro y fuera de su tienda, una torre inmensa entra en erupción de la tierra cortando el cielo a la distancia. Detectando a Vergil encima de la estructura, Dante toma la situación como un desafío y sube a la torre, y se enfrenta con Vergil, aunque no lo vence, pero logra despertar su poder demoníaco gracias a ello. Al final los 2 hermanos se unen juntos para combatir contra Arkham. Finalmente después de derrotarlo comienza la batalla final por el destino de la humanidad.

### Devil May Cry 4
Estrenado el 31 de enero de 2008 para la PlayStation 3, Xbox 360 y para PC. Los eventos del juego son el tercero en la serie.
La ciudad castillo de Fortuna, situada en la costa, es anfitriona de una distintiva cultura centrada alrededor de una única religión. Aquí se encuentra el hogar de la Orden de la Espada, una organización religiosa que adora al Legendario Caballero Oscuro Sparda, demonio que rechazó su linaje y que combatió contra su propia raza en nombre de la humanidad. Como Sparda, la Orden de la Espada ha decretado su deseo de eliminar a todo tipo de demonios y ha establecido una brigada especial de Caballeros Santos para realizar esta causa. Sin embargo, Dante tenía otros planes para el grupo.
En esta serie se distingue a un nuevo personaje principal, Nero, un humano, físicamente parecido a Dante, con un brazo poseído por un demonio, que trabaja para esta orden. En esta serie, Dante no realiza su labor de salvar al mundo sino hasta la mitad del juego, hasta entonces es Nero quien la lleva a cabo.
A medida que se avanza en el juego se pueden ir descifrando las reales intenciones de la Orden de la Espada.

### Devil May Cry 4: Refrain
Devil May Cry 4: Refrain es un juego basado en Devil May Cry 4 para iPhone, iPod Touch y Android.

### Devil May Cry: Dance of Sparda
Devil May Cry: Dance of Sparda iba a ser un spin-off de la serie previsto para PlayStation Portable. El 16 de abril de 2009, Famitsu confirmó en su última edición que la versión de Devil May Cry para PSP ha sido cancelada de manera indefinida. Se había anunciado por primera vez en el 2004, pero esos fueron los primeros y pocos detalles que se han sabido, después de que la prometida versión jugable que saldría en la E3 de 2005 no viese la luz. No se vio ni una sola foto y ni un video.

### Devil May Cry 5
Lanzado el 8 de marzo de 2019 para PlayStation 4, Xbox One y Microsoft Windows, es la sexta entrega de la serie Devil May Cry, y la quinta entrega de forma cronológica. Los acontecimientos del juego ocurren 5 años después de Devil May Cry 4 y presentan a un Dante y Nero notablemente mayores. Se muestra que Nero ahora está trabajando al estilo de la agencia de Dante llamada "Devil May Cry", y tiene su brazo demoníaco, Devil Bringer, cortado por un asaltante desconocido. Él recibe una prótesis robótica de Nico, una artesana experta, y nieta de la mujer que creó las icónicas pistolas de Dante: Ebony & Ivory. Nero jura venganza contra el hombre que le cortó el brazo.

## Anime
Estrenada como Devil May Cry: The Animated Series, fue una serie anime de 12 capítulos estrenada en Japón el 14 de junio de 2007.
En esta serie, Dante sigue manejando la tienda "Devil May Cry", ahora con deudas hechas por Lady, se presume que es por la motocicleta que le destrozó en el DMC 3. Ahora Dante trabaja solo y su tienda no ha prosperado. Dante trabaja con un señor realmente serio de nombre Morrison, encargado de darle misiones a cambio de dinero, pero el aún mantiene deudas. Su misión principal es ayudar a una niñita de nombre Patty, entregarla para poder recibir una herencia de millones de dólares, encargada a un orfanato para vivir, Patty quiere regresar con su madre, que se cree que está muerta.
El enemigo principal es un demonio muy débil de nombre Sid, quien a lo largo de las misiones va robando cosas de los demonios que Dante aniquila, son objetos para poder revivir al demonio Abigail.
El anime se emitió en Latinoamérica en la plataforma Netflix para dicha región.

## Personajes principales

### Dante
Dante es el protagonista de la saga Devil May Cry. Nacido de una mujer llamada Eva y del Legendario Caballero Oscuro Sparda, Dante es un joven mitad humano y mitad demonio el cual ha dedicado gran parte de su vida a eliminar demonios y demás criaturas infernales que han hecho su aparición en el mundo de los humanos, a través de su propia agencia de cazarrecompensas de fenómenos paranormales llamada Devil's Never Cry. Dante posee la capacidad de manipular un gran arsenal que se extiende desde espadas demoníacas, hasta el uso de armas de fuego, como lo son sus dos pistolas gemelas Ebony & Ivory (Ébano y Marfil). Dante se muestra como un tipo con bastante actitud despreocupada dentro del desarrollo de la serie.
Podría considerarse un héroe, pero existen situaciones en las cuales su lado demoníaco prevalece y Dante pasa a ser realmente un ser que inspira terror, sin dejar de ser "el bueno" de la historia. Quizás es más humano que nadie. En la serie de anime, termina devolviendo favores, pagos, y siempre acepta a pesar de quedarse sin dinero. Por lo general, Dante viste una gabardina de cuero rojo, y su cabello es blanco. Tiene un hermano gemelo llamado Vergil, quien es radicalmente opuesto a él a pesar de su gran parecido físico.Dante y Vergil tendrán más de un enfrentamiento a lo largo de su historia, en la cual finalmente sólo uno quedaría en pie. Dante posee dos espadas que son dejadas por su padre a él, la Rebellion, una misteriosa espada mágica que mostraría su verdadera forma una vez despierta completamente la sangre demoníaca de Dante y la Force Edge, la espada del legendario Sparda. La Force Edge tiene la capacidad de cambiar su forma a una demoníaca combinándola con los amuletos que dejó Eva a sus hijos (fueron un regalo de cumpleaños, para Dante y Vergil), esta espada cambia también su nombre por el de su antiguo dueño (Sparda). Dante también hace uso de diversas armas de fuego, pero sus armas por excelencia son Ebony e Ivory, dos pistolas semiautomáticas que tienen la capacidad de disparar municiones ilimitadas. Posteriormente tras lo vivido en la isla Mallet, Dante cambiaría el nombre a su agencia por su nuevo nombre: "Devil Never Cry". La serie de anime de esta serie vuelve a tener el nombre original de Devil May Cry, ya que la separación de Trish y su idea del nombre "Devil Never Cry" se retiraron.
Dante no se ha contradicho a sí mismo. En Devil May Cry 3, al final cuando está con Lady, ella nota que Dante derrama una lágrima. Y ella le dice "Devils May Cry", pero Dante no lo acepta. En Devil May Cry 1, cuando Dante derrota a Mundus, y se junta con Trish, ella está llorando, Dante, para consolarla, le dice: "Trish, Devils Never Cry. These tears, are a gift that the humans only have" (Trish, los demonios nunca lloran. Esas lágrimas, las lágrimas son un regalo que los humanos solo tienen). En Devil May Cry 2, cuando se va a ir al inframundo, Lucía está llorando. Dante, al saber que Lucía es demonio, le dice: "No. Devils Never Cry" En la serie, en el intro, se observa, aparte de la aparición de Phantom, los demonios del DMC 3, Dante derrama al parecer una lágrima. Pero es de sangre, y cae sobre la foto de su madre, Eva.
Dante ha aparecido en otros videojuegos:
- Shin Megami Tensei: Nocturne (PlayStation 2 - 2004)
- Viewtiful Joe (PlayStation 2 - 2004)
- Capcom Fighting Jam (en el ending de Jedah, PlayStation 2 - 2005)
- SNK vs. Capcom: Card Fighters DS  (Nintendo DS - 2006)
- Viewtiful Joe: Red Hot Rumble (PSP - 2006)
- Marvel vs. Capcom 3: Fate of Two Worlds (PlayStation 3, Xbox 360 - 2011)
- Ultimate Marvel vs. Capcom 3 (PlayStation 3, PSVita, Xbox 360 - 2011) (PlayStation 4 - 2016) (Xbox One, PC - 2017)
- Project X Zone (Nintendo 3DS - 2012)
- PlayStation All-Stars Battle Royale (versión de DmC: Devil May Cry) (PS3, PS Vita - 2012)
- Dead Rising 4 (Xbox One, Microsoft Windows - 2016)
- Marvel vs. Capcom Infinite (Xbox One, PlayStation 4, PC - 2017)

### Vergil
Hijo de la joven Eva y del Legendario Sparda, Vergil es el hermano gemelo de Dante. Es totalmente opuesto a Dante en muchos aspectos, pues es frío, serio y calculador. Al contrario de su hermano Dante, Vergil respeta el mundo oscuro del cual provino su padre y nunca muestra compasión al acabar con sus enemigos. Es más, podría decirse que Vergil se siente mucho más demonio que Dante y disfruta el "privilegio" de ser hijo de Sparda. Vergil viste por lo general una gabardina azul y al contrario de Dante, lleva su cabello blanco peinado severamente para atrás, aunque en el momento de su primera batalla con Dante en la tercera entrega de la serie, la lluvia que arreciaba el lugar hizo que el pelo de Vergil quedara igual al de su hermano, demostrando el formidable parecido existente entre ellos. Vergil estaba dispuesto a conseguir el poder sellado de su padre aún si esto significaba el caos en el mundo de los humanos, pero Dante pondría fin a los planes de su hermano devolviendo la paz al mundo de los humanos. Vergil utiliza la espada de sombras Yamato, heredada de su padre, esta posee un filo realmente increíble, tiene una tsuka de color blanco, una saya color azul decorada con broches dorados, y una distintiva tira amarilla sujeta a la saya. A diferencia de Dante, Vergil no utiliza armas de fuego, ya que él considera que no son armas dignas de un verdadero guerrero, en su lugar utiliza espadas de energía demoníaca para atacar o protegerse, o la energía que despiden sus puños Beowulf. Luego de ser vencido por Dante, Vergil cae al mundo demoníaco y lo último que se observa de él es cuando desenvaina su espada y se lanza para pelear con Mundus.
Vergil ha aparecido en otros videojuegos:
- Ultimate Marvel vs. Capcom 3 (PlayStation 3, PS Vita, Xbox 360 - 2011) Pelo blanco y más ángel que demonio

## Cualidades de la serie
Otro punto a favor que tiene la serie es el particular y original punto de vista que se la ha dado a la trillada batalla entre el mundo de los humanos y el mundo de los demonios. Al momento de retratar al infernal mundo del cual proviene Dante, se deja de lado toda creencia de lugares plagados con fuego y hombres con cuernos y tridentes, optándose por retratar a los templos infernales como una inquietante versión de las iglesias de la religión católica del siglo XVI (ver DMC 1 y 3), lo cual le da un toque muy especial al apartado gráfico de la serie. Muchos elementos de la arquitectura religiosa aparecen en Devil May Cry emulando templos del mal y el uso de altares, capillas, ángeles y campanas se utilizan para reflejar el mundo de los demonios.
El juego nunca utiliza símbolos directos (nunca se ve una cruz ni algún pentagrama) ni tampoco hace alusiones a personajes como Satanás, Dios o Jesús de Nazaret. Pero el hecho de incluir elementos artísticos de la cultura judeocristiana en los salones y templos de los demonios de la historia hace que el jugador se sienta en un verdadero mundo demoníaco. En conformidad a la mitología judeocristiana, el Diablo siempre trata de tomar el lugar de Dios. Es por eso que en la primera entrega de la serie, el salón del trono donde reside Mundus, el Emperador del Mal, es una blanca y majestuosa iglesia que recuerda un templo bizantino. El mismo Mundus no se presenta como un demonio horrible con cuernos, sino que es un enorme y gigantesco ángel, el cual recuerda a la imagen cultural que se tendría de Lucifer, el Primer Ángel creado por Dios, y después corrupto por su soberbia, ya que en la creencia católica el demonio es en su naturaleza un ángel caído, y su forma monstruosa es la de su corazón, no la de una imagen física(esta forma de entender la naturaleza de los demonios se puede encontrar en la teología Católica). Estos elementos se encuentran también en el infierno, que se observa en la tercera entrega de la serie, pues se presenta como una bóveda muy blanca, con columnas griegas insertas en un fondo que parece un paraíso derruido, todo acompañado con un coro de música sacra barroca. Todos estos elementos que parecen infernales que intentan emular al paraíso divino tiene la cara oculta, donde lo bizarro e inquietante del mundo de los demonios queda al descubierto (la Caverna Viviente que se visita en Devil May Cry 1 y algunos pasajes muy extraños que se encuentran en el infierno de Devil May Cry 3).
Junto a esto, la serie se inspira principalmente en textos bíblicos (Temen-Ni-Gru de Devil May Cry 3 es una reminiscencia directa de la Torre de Babel y Nevan pudo haber sido inspirada por Eva y Lilith, quienes fueron las primeras esposas de Adán), mitología griega (Alastor, Cerberus, Geryon) y La Divina Comedia, el famoso poema escrito por Dante Alighieri. Los nombres de los hijos de Sparda son Dante y Vergil, que corresponden directamente al protagonista de la Divina Comedia (el propio autor, Dante Alighieri) y al poeta que lo guía por el infierno y el purgatorio (Virgilio), así se encuentra la directa analogía de que Vergil, el hermano maligno de Dante, lo "invita" a un viaje que empieza en la oscura torre Temen-ni-Gru y termina en el mismo infierno. Los enemigos en Devil May Cry 3 también son extraídos de la Divina Comedia (los 7 infiernos, Geryon, Nevan, Beowulf y Cerberus). El nombre de la madre de Dante y Vergil es Eva, al igual que la primera mujer de la historia del Cristianismo (según la literatura hebrea, Eva es posterior a Lilith, que fue la primera mujer de Adán y que pasó a ser líder de los demonios femeninos).

## Recepción
Devil May Cry ha vendido alrededor de diez millones de copias alrededor del mundo, obteniendo un título de platino en cada lanzamiento. Devil May Cry ha sido citado como el principio de un subgénero de juegos de acción llamado "combate extremo", que se centran en los héroes de gran alcance que luchan contra masas de enemigos con un foco en la acción estilizada. El juego ha sido descrito también como el primero en "modernizar el estilo de juegos de acción en la tecnología 2D al 3D". La serie se ha convertido en el juego con el cual se miden otros juegos de acción 3D, con revisiones de juegos incluyendo God of War, Chaos Legion, y Blood Will Tell.
La actitud confidente y audaz de Dante le ha ganado una gran popularidad. Quedó séptimo en un top 10 de "Personajes más 'matones' de los videojuegos", y tercero en el "Top 10 personajes más 'cool' de videojuegos". La popularidad de la serie Devil May Cry ha generado una línea de figuras de acción realizadas por Toycom. La compañía japonesa Kaiyodo realiza algo similar con la tercera entrega del videojuego.

## Adaptaciones
La serie anime se centra en un momento posterior a la primera entrega del videojuego donde se ofrece un Dante acosado por las deudas contraídas por sus grandes desperfectos al cazar demonios, deudas que son principalmente contraídas con Lady cuando hacen trabajos conjuntos. Cabe destacar que aparece Trish y que se explica el porqué de su separación al final del primer juego, la cual se debe a que ella dijo que serían más eficientes por separado.
Aparecen dos nuevos personajes, el primero es un agente que se encarga de buscarle trabajos a Dante llamado Morrison, es una persona bastante seria, el otro personaje es Patty Lowell, una niña de unos 12 años que vino de un orfanato. Dante es el encargado de escoltarla hasta una mansión donde recibiría una herencia ya que su supuesto padre falleció recientemente asesinado por unos demonios, los cuales creían que eran los siguientes en la línea sucesora hasta que descubrieron a Patty, que es la hija bastarda. El problema es que hay dos Patty, y que la niña no es más que un cebo, ya que la verdadera Patty tiene edad adulta y es la que contrato a Dante. Al final la verdadera madre de la niña se muestra (involuntariamente), se revela su relación con el antagonista de la historia y se entiende que la había abandonado para protegerla. Entonces se van a vivir juntas. Del antagonista sólo se sabe que tiene un siervo al que Dante perdonó la vida en el primer episodio para que lo guiase hasta la niña.
Devil May Cry ha sido adaptada también a una novela ligera escrita por Shinya Goikeda e ilustrada por Shirow Miwa, publicada en Japón en 2002, siendo traducida al inglés y publicada en Estados Unidos en 2006. El primer libro fue publicado junto con el primer videojuego mientras que el segundo, fue lanzado coincidentemente con el segundo título del juego.
Dos volúmenes de manga que explicarían la tercera entrega de la serie fueron publicados en Japón y Estados Unidos. El manga toma lugar en los eventos previos a Devil May Cry 3.
También Dante aparece en el juego de PlayStation 2 Shin Megami Tensei III Nocturne, como personaje secundario y haciendo honor a su título de cazador de demonios persiguiendo al protagonista, un humano convertido en demonio, por la ciudad de Tokio en un mundo donde los demonios han acabado con toda la raza humana. El motivo por el cual aparece Dante en el juego, fue por la decisión del grupo de creadores del juego que eran fanáticos del famoso caza demonios de Devil May Cry.